# Belvì
Belvì (sardisk: Brebì) er en by og en kommune (comune) i provinsen Nuoro i regionen Sardinien i Italien. Byen ligger i 787 meters højde og har 634 indbyggere (2016). Kommunen har et areal på 18,10 km² og grænser til kommunerne Aritzo, Atzara, Desulo, Meana Sardo, Sorgono og Tonara.